# Уистити (инструмент)
«Уистити» или «слон» (англ. wistity) — уголовное название инструмента для открывания сувальдных замков, запертых изнутри ключом, который остался в замочной скважине. По своему внешнему виду «уистити» похожи на щипцы с удлинёнными полукруглыми губками, на внутренней поверхности которых присутствует рифление. Вскрытие замка таким устройством осуществляется с помощью захвата внешнего конца ключа и проворота с помощью него замочного язычка. Как следствие, следы от использования «уистити» обычно остаются на ключе, иногда их также можно найти на краях замочной скважины.